# Europa Cup (mannenhandbal) 1978/79

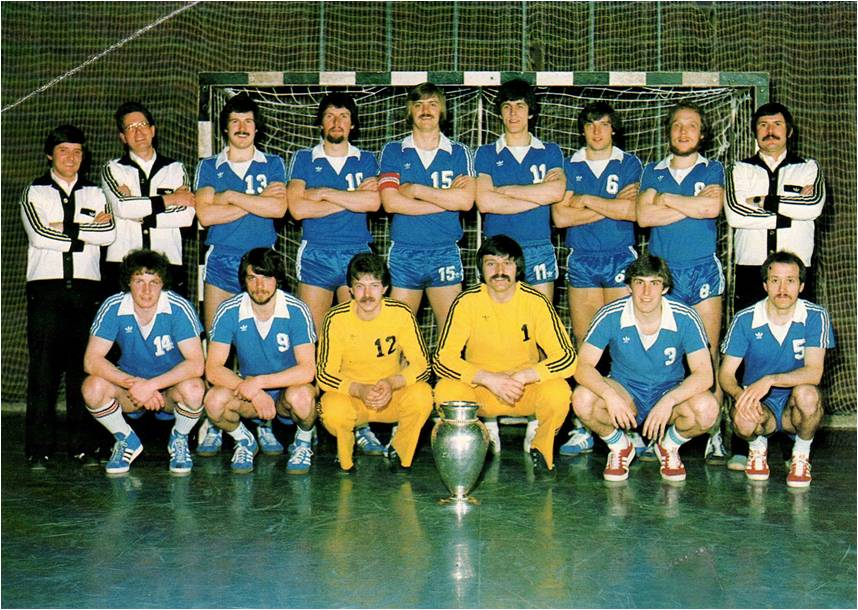
TV Großwallstadt winnaar van de European Champion Cup 1978/79.

De European Champions Cup 1978/79 was de negentiende editie van de hoogste handbalcompetitie voor clubs in Europa.

## Deelnemers
| Tweede ronde        | Tweede ronde             | Tweede ronde        | Tweede ronde         |
| ------------------- | ------------------------ | ------------------- | -------------------- |
| CB Calpisa Alicante | TV Großwallstadt         | SC Empor Rostock    | KFUM Fredericia      |
| Śląsk Wrocław       | Budapest Honvéd          |                     |                      |
| Eerste ronde        |                          |                     |                      |
| Sporting Neerpelt   | Pallamano Trieste        | CSKA Sofia          | TV Zofingen          |
| Eschois Fola        | Hermes Den Haag          | Maccabi Petah-Tikva | Sparta Helsinki      |
| Sporting Lissabon   | Kirkby HC Liverpool      | Kyndil Tórshavn     | ASKO Linz            |
| Refstad IL          | Stella Sports Saint-Maur | Valur Reykjavík     | Željezničar Sarajevo |
| Dinamo București    | CSKA Moskou              | VSZ Košice          | HK Drott             |

## Voorronde

### Eerste ronde
| Team 1               | Score   | Team 2                   | 1       | 2       |
| -------------------- | ------- | ------------------------ | ------- | ------- |
| Pallamano Trieste    | 27 – 42 | ASKO Linz                | 11 – 10 | 16 – 32 |
| Hermes Den Haag      | 36 – 42 | Sporting Neerpelt        | 18 – 16 | 18 – 26 |
| Željezničar Sarajevo | 60 – 37 | Maccabi Petah-Tikva      | 30 – 16 | 30 – 21 |
| TV Zofingen          | 32 – 41 | VSZ Košice               | 18 – 25 | 14– 16  |
| Sporting Lissabon    | 30 – 40 | Stella Sports Saint-Maur | 18 – 18 | 12 – 22 |
| HK Drott             | 61 – 27 | Kyndil Tórshavn          | 31 – 13 | 30 – 14 |
| Refstad IL           | 28 – 28 | Valur Reykjavík          | 16 – 14 | 12 – 14 |
| CSKA Sofia           | 35 – 54 | Dinamo București         | 17 – 23 | 18 – 31 |
| CSKA Moskou          | 71 – 23 | Helsinki IFK             | 36 – 19 | 35 – 14 |
| Kirkby HC Liverpool  | 26 – 48 | Eschois Fola             | 14 – 24 | 12 – 24 |

### Tweede ronde
| Team 1                   | Score   | Team 2            | 1       | 2       |
| ------------------------ | ------- | ----------------- | ------- | ------- |
| TV Großwallstadt         | 28 – 26 | ASKO Linz         | 14 – 11 | 14 – 15 |
| VSZ Košice               | 42 – 31 | Sporting Neerpelt | 23 – 13 | 19 – 18 |
| Željezničar Sarajevo     | 43 – 44 | Budapest Honvéd   | 26 – 22 | 17 – 22 |
| Stella Sports Saint-Maur | 35 – 34 | HK Drott          | 20 – 16 | 15 – 18 |
| CB Calpisa Alicante      | 35 – 32 | KFUM Fredericia   | 16 – 12 | 19 – 20 |
| Valur Reykjavík          | 39 – 45 | Dinamo București  | 19 – 25 | 20 – 20 |
| CSKA Moskou              | 59 – 49 | Śląsk Wrocław     | 35 – 23 | 24 – 26 |
| Eschois Fola             | 24 – 51 | SC Empor Rostock  | 10 – 25 | 14 – 26 |

## Hoofdronde

### Kwartfinale
| Team 1                   | Score   | Team 2              | 1       | 2       |
| ------------------------ | ------- | ------------------- | ------- | ------- |
| TV Großwallstadt         | 34 – 27 | VSZ Košice          | 17 – 12 | 17 – 15 |
| Stella Sports Saint-Maur | 39 – 51 | Budapest Honvéd     | 19 – 25 | 20 – 26 |
| Dinamo București         | 48 – 38 | CB Calpisa Alicante | 28 – 14 | 20 – 24 |
| CSKA Moskou              | 36 – 37 | SC Empor Rostock    | 22 – 20 | 14 – 17 |

### Halve finale
| Team 1           | Score   | Team 2           | 1       | 2       |
| ---------------- | ------- | ---------------- | ------- | ------- |
| TV Großwallstadt | 42 – 36 | Budapest Honvéd  | 18 – 09 | 24 – 27 |
| SC Empor Rostock | 37 – 36 | Dinamo București | 19 – 14 | 18 – 22 |

### Finale
| Datum            | Team 1           | Score   | Team 2           | Locatie               |
| ---------------- | ---------------- | ------- | ---------------- | --------------------- |
| 22 april 1979    | TV Großwallstadt | 14 – 10 | SC Empor Rostock | Olympiahalle, München |
| 29 april 1979    | SC Empor Rostock | 16 – 18 | TV Großwallstadt | Stadthalle, Rostock   |
| Totaal           |                  |         |                  |                       |
| TV Großwallstadt | TV Großwallstadt | 30 – 28 | SC Empor Rostock | SC Empor Rostock      |

|                  |
|                  |
| TV Großwallstadt |
| 1ste titel       |